# Aba (rivière du Nigeria)
Pour les articles homonymes, voir Aba.
 (janvier 2016).
Si vous disposez d'ouvrages ou d'articles de référence ou si vous connaissez des sites web de qualité traitant du thème abordé ici, merci de compléter l'article en donnant les références utiles à sa vérifiabilité et en les liant à la section « Notes et références ».
L'Aba est un cours d'eau du sud du Nigeria, affluent gauche du l'Imo.

## Géographie
Sa source est située au nord de la ville d'Aba. L'Aba s'écoule sur une cinquantaine de kilomètres en direction du sud-sud-est avant de rejoindre l'Imo en rive gauche.
L'Aba joue un rôle important pour la ville d'Aba (eau potable, industries) et ses environs (agriculture). Ses eaux sont cependant fortement polluées par les industries et les abattoirs.